# Neoempheria longiseta
Neoempheria longiseta är en tvåvingeart som beskrevs av Coher 1959. Neoempheria longiseta ingår i släktet Neoempheria och familjen svampmyggor. Inga underarter finns listade i Catalogue of Life.